# Sam Bottoms
Sam Bottoms, właśc. Samuel John Bottoms (ur. 17 października 1955 w Santa Barbara, zm. 16 grudnia 2008 w Los Angeles) – amerykański aktor i producent filmowy i telewizyjny.

## Życiorys

### Wczesne lata
Urodził się w Santa Barbara w Kalifornii jako trzeci z czterech synów Betty (z domu Chapman) i nauczyciela sztuki Jamesa „Buda” Bottomsa. Wychowywał się z trzema braćmi: dwoma starszymi – Timothy’m (ur. 30 sierpnia 1951) i Josephem (ur. 22 kwietnia 1954) oraz młodszym Benjaminem „Benem” (ur. 3 grudnia 1960). W wieku dziesięciu lat wystąpił na scenie.

### Kariera
Przed kamerą stanął po raz pierwszy w dramacie Petera Bogdanovicha Ostatni seans filmowy (The Last Picture Show, 1971). Następnie trafił na mały ekran, gdzie pojawił się w serialach: ABC – Doktor Elliot (Doc Elliot, 1974) u boku Bo Hopkinsa, Marcus Welby, lekarz medycyny (Marcus Welby, M.D., 1976) z Jamesem Brolinem oraz NBC – Lucas Tanner (1974), Najwięksi bohaterowie biblijni (Greatest Heroes of the Bible, 1978) jako Józef. W dramacie wojennym Francisa Forda Coppoli Czas apokalipsy (Apocalypse Now, 1979) wystąpił w roli Lance’a B. Johnsona.
W telewizyjnej ekranizacji powieści Johna Steinbecka ABC Na wschód od Edenu (East of Eden, 1981) zagrał Caleba, syna Adama Traska (Timothy Bottoms) i Kate Ames (Jane Seymour). Można go było także dostrzec w australijskim miniserialu Powrót do Edenu (Return to Eden, 1983) z Rebeccą Gilling i Jamesem Reyne.
27 kwietnia 1980 poślubił Susan Arnold, z którą miał dwie córki. Po latach jednak doszło do rozwodu. W 2002 ożenił się ponownie z producentką filmową Laurą Bickford, nominowaną do nagrody Oscara za produkcję filmu Stevena Soderbergha Traffic.
Zmarł 16 grudnia 2008 w Los Angeles na nowotwór glejak wielopostaciowy, z grupy nowotworów ośrodkowego układu nerwowego.

## Filmografia

### Filmy
- 1971: Ostatni seans filmowy (The Last Picture Show) jako Billy
- 1974: Lucas Tanner (TV) jako Ron Gibbons
- 1974: Narzeczona Zandy’ego (Zandy’s Bride) jako Mel Allan
- 1974: Cage Without a Key (TV) jako Buddy Goleta
- 1976: Wyjęty spod prawa Josey Wales jako Jamie
- 1978: Najwięksi bohaterowie biblijni (Greatest Heroes of the Bible, TV) jako Józef
- 1979: Czas apokalipsy (Apocalypse Now) jako Lance B. Johnson
- 1980: Bronco Billy jako Leonard James
- 1982: Anielski pył (Desperate Lives, TV) jako Ken Baynes
- 1987: Kamienne ogrody (Gardens of Stone) jako porucznik Webber
- 1994: Sugar Hill jako Oliver Thompson
- 1995: Zooman jako policjant
- 2001: Milczenie (The Unsaid) jako Joseph Caffey
- 2003: Niepokonany Seabiscuit jako pan Blodget
- 2005: Spustoszenie (Havoc) jako porucznik Maris
- 2005: Troje do pary (Shopgirl) jako Dan Buttersfield
- 2005: Oby do wiosny (Winter Passing) jako Brian
- 2006: Sherry jako Bob Swanson Sr.

### Seriale
- 1974: Doktor Elliot (Doc Elliot) jako Gary Basquin
- 1976: Marcus Welby, lekarz medycyny (Marcus Welby, M.D.) jako Ed
- 1981: Na wschód od Edenu (East of Eden) jako Cal Trask
- 1983: Powrót do Edenu (Return to Eden)
- 1989: Napisała: Morderstwo (Murder, She Wrote) jako Joe Hellinger
- 1990: 21 Jump Street jako Robert Johnson
- 1991: Napisała: Morderstwo (Murder, She Wrote) jako sierżant Joe Rice
- 1995: Z Archiwum X (The X-Files) jako Michael Kryder
- 2004: Nowojorscy gliniarze (NYPD Blue) jako David Lewis